# Карпов Олександр Терентійович
Олександр Терентійович Карпов (*4 (17) жовтня 1917, Феленево, Калузька губернія — † 20 жовтня 1944, Фінська затока) — радянський військовий льотчик, двічі Герой Радянського Союзу (1943; 1944), в роки Німецько-радянської війни льотчик-винищувач, командир ескадрильї 123-го/27-го Виборзького гвардійського винищувального авіаційного полку 2-го Ленінградського гвардійського винищувального корпусу ППО.

## Біографія
Народився 4 (17) жовтня 1917 року в селі Феленево (нині Перемишльський район, Калузька область) в селянській родині.  У 1935 році закінчив фабрично-заводське училище в місті Калузі та до 1939 року працював слюсарем інструментального цеху Калузького машинобудівного заводу та вчився в аероклубі. 
У Червоній Армії з 1939 року. В 1940 році молодший лейтенант О.Т. Карпов закінчив Качинську військову авіаційну школу імені О.Ф. Мясникова і був направлений у льотну авіаційну частину, дислоковану в Україні, де опинився серед льотчиків, яким було довірено освоювати винищувач нового покоління І-26, який увійшов в історію авіації як Як-1 – перший з групи винищувачів Як. 
На фронтах Німецько-радянської війни з липня 1941 року. Рахунок бойових вильотів відкрив у боях під Москвою, а з вересня 1941 року, після переведення в сто двадцять третій винищувальний авіаційний полк (пізніше перейменованого у 27-й гвардійський винищувальний авіаційний полк), в якому він служив, під Ленінградом, продовжував відточувати льотну майстерність. Прикривав легендарну Дорогу життя, у складі авіації ППО Ленінградського фронту. Почавши війну пілотом, став командиром ланки, заступником і командиром ескадрильї 27-го гвардійського винищувального авіаційного полку.
Указом Президії Верховної Ради СРСР від 28 вересня 1943 року за зразкове виконання бойових завдань командування і проявлені при цьому мужність і героїзм Карпову Олександру Терентійовичу присвоєно звання Героя Радянського Союзу з врученням ордена Леніна і медалі «Золота Зірка» (№ 1202). 
30 червня 1944 літак, збитий Карповим, вирішено було вважати тисячним німецьким літаком, збитим в ленінградському небі на «Яку».
Указом Президії Верховної Ради СРСР від 22 серпня 1944 гвардії капітан Карпов Олександр Терентійович удостоєний другої медалі медалі «Золота Зірка». Він став першим, і як виявилося надалі, єдиним льотчиком ППО, двічі удостоєним вищого ступеня відзнаки СРСР. 
Влітку 1944 року у 27-й ГВАП, де всю війну служив гвардії капітан Карпов, надійшли «Спітфайри» типу ЛФ1Х. Ця машина виявилася для льотчика нещасливою. 20 жовтня 1944, намагаючись дістати німецького розвідника який ішов на великій висоті, гвардії майор двічі Герой Радянського Союзу О. Карпов втратив свідомість і його літак впав на землю, льотчик загинув. 
За війну він провів 519 бойових вильотів, в 130 повітряних боях збив 30 літаків супротивника особисто і 7 - у групі. Більш ніж половина збитих їм літаків – двомоторні бомбардувальники Хе-111, Ju-88 і Do-215.

## Пам'ять
Бронзовий бюст двічі Героя Радянського Союзу Карпова О.Т. встановлений у місті Калузі